# Screen Actors Guild Awards 2018
La 24ª cerimonia dei Screen Actors Guild Awards ha avuto luogo il 21 gennaio 2018, mentre le candidature sono state annunciate il 13 dicembre 2017.
La cerimonia è stata condotta dall'attrice Kristen Bell, che è stata inoltre la prima conduttrice in 24 anni di edizioni degli SAG Awards.

## Cinema

### Migliore attore protagonista
- Gary Oldman - L'ora più buia (Darkest Hour)
- Timothée Chalamet - Chiamami col tuo nome (Call Me by Your Name)
- James Franco - The Disaster Artist
- Daniel Kaluuya - Scappa - Get Out (Get Out)
- Denzel Washington - End of Justice - Nessuno è innocente (Roman J. Israel, Esq.)

### Migliore attrice protagonista
- Frances McDormand - Tre manifesti a Ebbing, Missouri (Three Billboards Outside Ebbing, Missouri)
- Judi Dench - Vittoria e Abdul (Vittoria & Abdul)
- Sally Hawkins - La forma dell'acqua - The Shape of Water (The Shape of Water)
- Margot Robbie - Tonya (I, Tonya)
- Saoirse Ronan - Lady Bird

### Migliore attore non protagonista
- Sam Rockwell - Tre manifesti a Ebbing, Missouri (Three Billboards Outside Ebbing, Missouri)
- Steve Carell - La battaglia dei sessi (Battle of the Sexes)
- Willem Dafoe - Un sogno chiamato Florida (The Florida Project)
- Woody Harrelson - Tre manifesti a Ebbing, Missouri (Three Billboards Outside Ebbing, Missouri)
- Richard Jenkins - La forma dell'acqua - The Shape of Water (The Shape of Water)

### Migliore attrice non protagonista
- Allison Janney - Tonya (I, Tonya)
- Mary J. Blige - Mudbound
- Hong Chau - Downsizing - Vivere alla grande (Downsizing)
- Holly Hunter - The Big Sick - Il matrimonio si può evitare... l'amore no (The Big Sick)
- Laurie Metcalf - Lady Bird

### Miglior cast cinematografico
- Tre manifesti a Ebbing, Missouri (Three Billboards Outside Ebbing, Missouri)

Abbie Cornish, Peter Dinklage, Woody Harrelson, John Hawkes, Lucas Hedges, Željko Ivanek, Caleb Landry Jones, Frances McDormand, Clarke Peters, Sam Rockwell e Samara Weaving
- The Big Sick - Il matrimonio si può evitare... l'amore no (The Big Sick)

Adeel Akhtar, Holly Hunter, Zoe Kazan, Anupam Kher, Kumail Nanjiani, Ray Romano e Zenobia Shroff
- Lady Bird

Timothée Chalamet, Beanie Feldstein, Lucas Hedges, Tracy Letts, Stephen McKinley Henderson, Laurie Metcalf, Jordan Rodrigues, Saoirse Ronan, Odeya Rush, Marielle Scott e Lois Smith
- Mudbound

Jonathan Banks, Mary J. Blige, Jason Clarke, Garrett Hedlund, Jason Mitchell, Rob Morgan e Carey Mulligan
- Scappa - Get Out (Get Out)

Caleb Landry Jones, Daniel Kaluuya, Catherine Keener, Stephen Root, Lakeith Stanfield, Bradley Whitford e Allison Williams

### Migliori controfigure cinematografiche
- Wonder Woman
- Baby Driver - Il genio della fuga (Baby Driver)
- Dunkirk
- Logan: The Wolverine (Logan)
- The War - Il pianeta delle scimmie (War for the Planet of the Apes)

## Televisione

### Migliore attore in un film televisivo o mini-serie
- Alexander Skarsgård  - Big Little Lies - Piccole grandi bugie (Big Little Lies)
- Benedict Cumberbatch - Sherlock
- Jeff Daniels -  Godless
- Robert De Niro - The Wizard of Lies
- Geoffrey Rush - Genius

### Migliore attrice in un film televisivo o mini-serie
- Nicole Kidman - Big Little Lies - Piccole grandi bugie (Big Little Lies)
- Laura Dern - Big Little Lies - Piccole grandi bugie (Big Little Lies)
- Jessica Lange - Feud
- Susan Sarandon - Feud
- Reese Witherspoon - Big Little Lies - Piccole grandi bugie (Big Little Lies)

### Migliore attore in una serie commedia
- William H. Macy - Shameless
- Anthony Anderson - Black-ish
- Aziz Ansari - Master of None
- Larry David - Curb Your Enthusiasm
- Sean Hayes - Will & Grace
- Marc Maron – GLOW

### Migliore attrice in una serie commedia
- Julia Louis-Dreyfus - Veep - Vicepresidente incompetente (Veep)
- Alison Brie – GLOW
- Uzo Aduba - Orange Is the New Black
- Jane Fonda - Grace and Frankie
- Lily Tomlin - Grace and Frankie

### Migliore attore in una serie drammatica
- Sterling K. Brown – This Is Us
- Jason Bateman – Ozark
- Peter Dinklage - Il Trono di Spade (Game of Thrones)
- David Harbour - Stranger Things
- Bob Odenkirk – Better Call Saul

### Migliore attrice in una serie drammatica
- Claire Foy – The Crown
- Millie Bobby Brown - Stranger Things
- Laura Linney - Ozark
- Elisabeth Moss - The Handmaid's Tale
- Robin Wright - House of Cards - Gli intrighi del potere (House of Cards)

### Miglior cast in una serie drammatica
- This Is Us

Eris Baker, Alexandra Breckenridge, Sterling K. Brown, Lonnie Chavis, Justin Hartley, Faithe Herman, Ron Cephas Jones, Chrissy Metz, Mandy Moore, Chris Sullivan, Milo Ventimiglia, Susan Kelechi Watson e Hannah Zeile
- The Crown

Claire Foy, Victoria Hamilton, Vanessa Kirby, Anton Lesser e Matt Smith
- The Handmaid's Tale

Madeline Brewer, Amanda Brugel, Ann Dowd, O. T. Fagbenle, Joseph Fiennes, Tattiawna Jones, Max Minghella, Elisabeth Moss, Yvonne Strahovski e Samira Wiley
- Stranger Things

Sean Astin, Millie Bobby Brown, Cara Buono, Joe Chrest, Catherine Curtin, Natalia Dyer, David Harbour, Charlie Heaton, Joe Keery, Gaten Matarazzo, Caleb McLaughlin, Dacre Montgomery, Paul Reiser, Winona Ryder, Noah Schnapp, Sadie Sink e Finn Wolfhard
- Il Trono di Spade (Game of Thrones)

Alfie Allen, Jacob Anderson, Pilou Asbæk, Hafþór Júlíus Björnsson, John Bradley, Jim Broadbent, Gwendoline Christie, Emilia Clarke, Nikolaj Coster-Waldau, Liam Cunningham, Peter Dinklage, Richard Dormer, Nathalie Emmanuel, James Faulkner, Jerome Flynn, Aidan Gillen, Iain Glen, Kit Harington, Lena Headey, Isaac Hempstead Wright, Conleth Hill, Kristofer Hivju, Tom Hopper, Anton Lesser, Rory McCann, Staz Nair, Richard Rycroft, Sophie Turner, Rupert Vansittart e Maisie Williams

### Miglior cast in una serie commedia
- Veep - Vicepresidente incompetente (Veep)

Dan Bakkedahl, Anna Chlumsky, Gary Cole, Margaret Colin, Kevin Dunn, Clea DuVall, Nelson Franklin, Tony Hale, Julia Louis-Dreyfus, Sam Richardson, Paul Scheer, Reid Scott, Timothy Simons, Sarah Sutherland e Matt Walsh
- Black-ish

Anthony Anderson, Miles Brown, Deon Cole, Laurence Fishburne, Jenifer Lewis, Peter Mackenzie, Marsai Martin, Jeff Meacham, Tracee Ellis Ross, Marcus Scribner e Yara Shahidi
- Curb Your Enthusiasm

Ted Danson, Larry David, Susie Essman, Jeff Garlin, Cheryl Hines e J. B. Smoove
- GLOW

Britt Baron, Alison Brie, Kimmy Gatewood, Betty Gilpin, Rebekka Johnson, Chris Lowell, Sunita Mani, Marc Maron, Kate Nash, Sydelle Noel, Marianna Palka, Gayle Rankin, Bashir Salahuddin, Rich Sommer, Kia Stevens, Jackie Tohn, Ellen Wong e Britney Young
- Orange Is the New Black

Uzo Aduba, Emily Althaus, Danielle Brooks, Rosal Colon, Jackie Cruz, Francesca Curran, Daniella De Jesus, Lea DeLaria, Nick Dillenburg, Asia Kate Dillon, Beth Dover, Kimiko Glenn, Annie Golden, Laura Gómez, Diane Guerrero, Evan Arthur Hall, Michael J. Harney, Brad William Henke, Mike Houston, Vicky Jeudy, Kelly Karbacz, Julie Lake, Selenis Leyva, Natasha Lyonne, Taryn Manning, Adrienne C. Moore, Miriam Morales, Kate Mulgrew, Emma Myles, John Palladino, Matt Peters, Jessica Pimentel, Dascha Polanco, Laura Prepon, Jolene Purdy, Elizabeth Rodriguez, Nick Sandow, Abigail Savage, Taylor Schilling, Constance Shulman, Dale Soules, Yael Stone, Emily Tarver, Michael Torpey e Lin Tucci

### Migliori controfigure televisive
- Il Trono di Spade (Game of Thrones)
- The Walking Dead
- Homeland - Caccia alla spia (Homeland)
- Stranger Things
- GLOW

## Premi Speciali

### Screen Actors Guild Award alla carriera
- Morgan Freeman[5]